# Georgia and Florida Railroad
 (décembre 2016).
Le Georgia and Florida Railroad était un chemin de fer de classe I situé dans le sud des États-Unis, dont la ligne principale reliait Madison, Floride à Greenwood, Caroline du Sud. Le Southern Railway prit son contrôle en 1963, et le réorganisa en Georgia and Florida Railway avant de le fusionner dans sa filiale Central of Georgia Railroad en 1971.

## La mise en place du réseau
Le Georgia and Florida Railway fut créé en 1906 afin d'acheter, construire et exploiter des chemins de fer en Géorgie et en Floride. Le G&F fut principalement mis en place par John Skelton Williams, ancien président du Seaboard Air Line Railroad, entre 1906 et 1911.
John S. Williams fit l'acquisition de six lignes : 
- le Millen and Southwestern Railroad, long de 85 km, et reliant Millen, Pendleton et Vidalia ;
- l'Augusta and Florida Railway, long de 48 km, et réunissant Keysville à Midville ;
- l'Atlantic and Gulf Shore Line Railroad, long de 32 km, et reliant Midville à Swainsboro ;
- le Douglas, Augusta and Gulf Railway, long de 140 km, et réunissant Hazlehurst à Nasville et Barrows Bluff à Broxton ;
- le Nashville and Sparks Railroad, long de 19 km et reliant Nashville, Géorgie à Sparks ;
- le Valdosta Southern Railway long de 53 km et réunissant Valdosta à Madison, Floride.

En 1906 il obtint un droit de passage sur l'Augusta Southern Railroad entre Keysville et Augusta.
Afin de relier ses différentes acquisitions entre elles, il décida de construire les 3 nouvelles lignes suivantes entre 1906 et 1910:  de Swainsboro à Pendleton, de Hazlehurst à Vidalia, et de Nashville à Valdosta. Il en résulta une ligne nord-sud entre Augusta et Madison, Floride.
Pour supprimer un détour de la ligne dans le Comté de Coffee, un raccourci fut construit de Douglas à Garrant (près West Green), abandonnant l'ancien tracé entre Broxton et Garrant. Cependant un embranchement permettait de relier Broxton à Douglas situé sur la ligne principale.
Grâce au rachat du Sparks Western Railway, aux accords sur les droits de passages et à la construction d'une petite connexion, le G&F établit un embranchement vers Moultrie en 1911. Le G&F construisit aussi un embranchement de 3,5 km entre Sparks et Adel en 1911.
Le chemin de fer entra en redressement judiciaire en 1915, mais conserva son intégrité. En 1919, le G&F acquit l'Augusta Southern (reliant Augusta à Sandersville), sur lequel il avait obtenu un droit de passage entre Keysville et Augusta.
Par la location du Midland Railway en 1924, le G&F fut capable d'ajouter un embranchement vers  Statesboro. Il se connectait à la ligne principale à Stevens Crossing.

## La réduction du réseau
Après sa réorganisation en 1926, le G&F fut baptisé Georgia and Florida Railroad.
Une grande partie de l'embranchement entre Millen et Pendleton (sur l'ancien Millen and Southwestern), fut abandonné en 1930. La section de Garfield à Summit-Graymont demeura ouverte. L'ancien Augusta Southern entre Sandersville et Keysville fut abandonné en 1934, au milieu de la Grande Dépression.
En 1950, l'embranchement entre Stevens Crossing et Statesboro fut abandonné. En 1954, la ligne de Valdosta à Madison fut vendue à un nouveau propriétaire qui le renomma Valdosta Southern Railroad. En 1958 la dernière section restante de l'embranchement de Broxton fut abandonnée.

## Le rachat de la compagnie
Le Southern Railway acquit le G&F en 1963, et le rebaptisa Georgia and Florida Railway, mais ne fit rien pour arrêter le lent démembrement. Il  abandonna la section entre Hephzibah et Midville en 1966 (excepté une courte portion près de Gough), ainsi que la section entre Nashville et Sparks située sur l'embranchement de Moultrie dans les années 1967-68. Le 1er juin 1971, le Southern fusionna les restes du G&F avec sa filiales Central of Georgia Railway.